# 赵起扬
赵起扬（1918年2月—1996年1月23日），男，河南开封人，中国话剧艺术家，北京人民艺术剧院创始人，建院“四巨头”之一，曾任北京人艺党委书记兼副院长。

## 生平
1938年加入中国共产党。1942年，任陕甘宁边区文协秘书、鲁艺工作团研究生，同时参演歌剧《白毛女》饰演赵大叔，参演话剧《前线》、《粮食》。1945年，任晋冀豫边区文联秘书、北方大学艺术学院主任教员、冀南区文委副书记。
1952年至1977年任北京人艺党委书记兼副院长（院长曹禺）。
1977年至1986年，先后担任东方歌舞团领导小组负责人，文化部艺术局局长，文化部副部长，中纪委委员、文化部党组纪检组组长等职。